# Bokovy globule

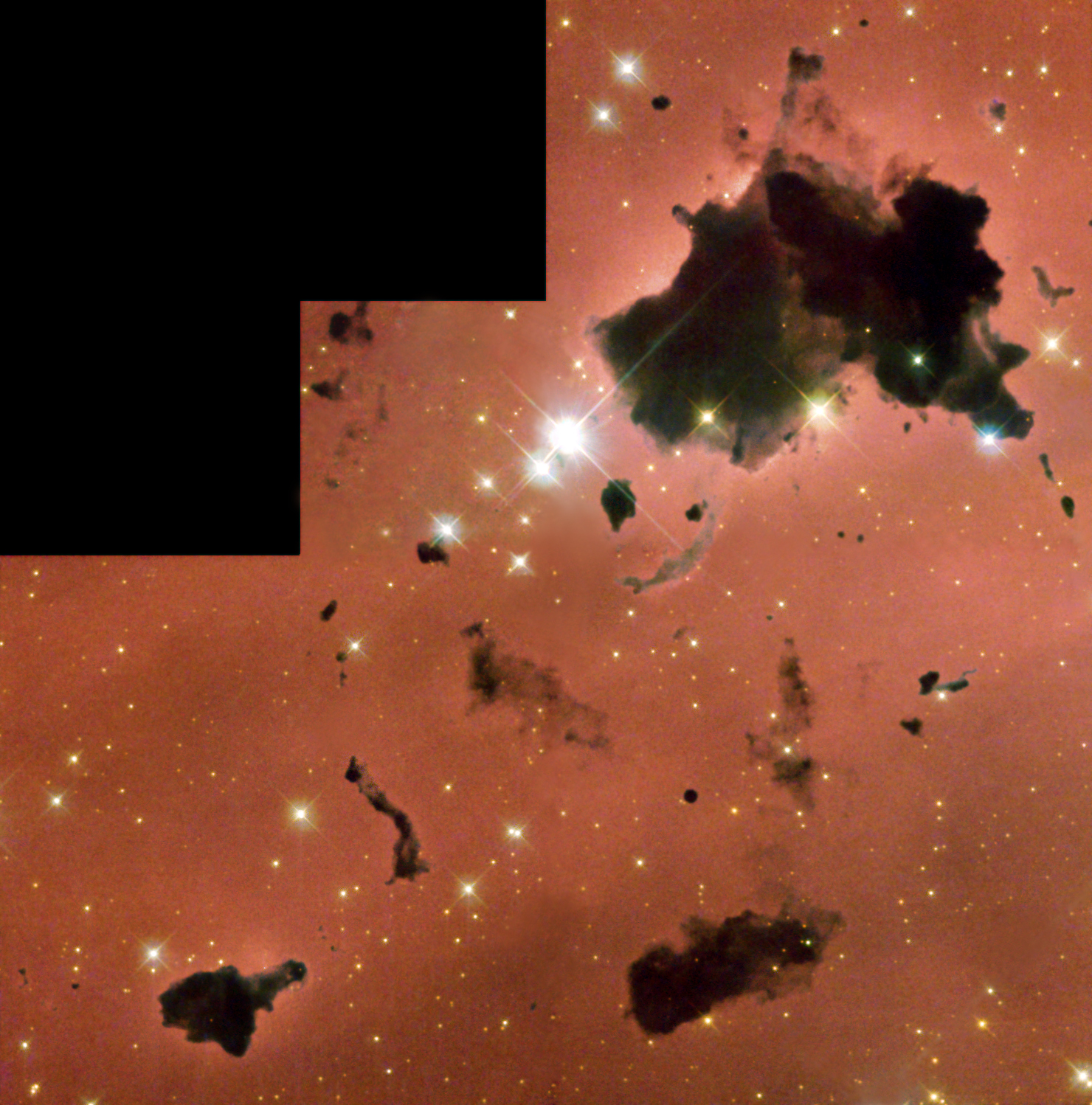
Objekt IC 2944 v HII oblasti na snímku Hubbleova vesmírného dalekohledu

Bokovy globule jsou hustá oblaka kosmického prachu a plynu, ve kterých se někdy formují hvězdy. Byly nalezeny v oblastech H II a obvykle mají hmotnost mezi 2 až 50 Sluncí a zhruba jeden světelný rok v průměru. Obsahují molekulární vodík (H2), oxidy uhlíku a helium, okolo 1 % hmotnosti tvoří křemičitany ve formě prachu. Bokovy globule se nejčastěji tvoří ve formujících se dvou- a vícehvězdných systémech.